# سیارک ۵۵۳۹
سیارک ۵۵۳۹ (به انگلیسی: 5539 Limporyen، نامگذاری:1965UA1) پنج هزار و پانصد و سی و نهمین سیارک کشف شده‌است که در ۱۶ اکتبر ۱۹۶۵ کشف شد.
قدر مطلق سیارک برابر ۴۰.۷ است.